# ديكسي داميليو
ديكسي داميليو (بالإنجليزية: Dixie D'Amelio)‏ (من مواليد 12 أغسطس 2001) هي ممثلة أمريكية ومغنية وشخصية على وسائل التواصل الاجتماعي معروفة بمقاطع الفيديو الخاصة بها على منصة التواصل الاجتماعي تيك توك. ديكسي داميليو هي أكبر شقيقات داميليو. في عام 2020، لعبت دور البطولة في سلسلة الويب Attaway General على يوتيوب.

## المسيرة المهنية
بدأت ديكسي داميليو على تيك توك بعد أن حملت أختها تشارلي داميليو التطبيق وشاركت به. حصلت ديكسي على أكثر من 36.2 مليون متابع في تيك توك. لدى ديكسي أيضًا أكثر من 15.3 مليون متابع على إنستغرام، وأكثر من 2.1 مليون متابع على تويتر. ديكسي هي الشخص الحادي عشر الأكثر متابعة على منصة تيك توك.
في يناير 2020، وقعت داميليو مع وكالة المواهب UTA. في مايو 2020، أعلنت هي وشقيقتها عن صفقة بودكاست جديدة مع شبكة Ramble Podcast Network، والتي ستقدم نظرة من وراء الكواليس على حياتهما وموضوعات محددة في أذهانهما.
بدأت ديكسي حياتها المهنية كممثلة، في بطولة لشبكة برات تي في في مسلسل Attaway General.
في 26 يونيو 2020، أصدرت داميليو أول أغنية لها بعنوان Be Happy. واعتبارًا من يوم الأحد 28 يونيو، جمعت الأغنية أكثر من 1.4 مليون تشغيل على سبوتيفاي.

## روابط خارجية
- ديكسي داميليو على موقع IMDb (الإنجليزية)
- ديكسي داميليو على موقع ميوزك برينز (الإنجليزية)
- ديكسي داميليو على موقع قاعدة بيانات الفيلم (الإنجليزية)
- ديكسي داميليو في قاعدة بيانات الأفلام على الإنترنت
- ديكسي داميليو على تيك توك
- ديكسي داميليو على إنستغرام